# Calldetenes
Calldetenes (spanisch Call de Tenes) ist eine katalanische Gemeinde (Municipio) mit 2.690 Einwohnern (Stand: 2024) in der Provinz Barcelona im Nordosten Spaniens. Sie liegt in der Comarca Osona. Zur Gemeinde gehört auch die Ortschaft San Martín de Riudeperas (katalanisch: Sant Martí de Riudeperes).

## Geographie
Calldetenes liegt etwa 60 Kilometer nordnordöstlich von Barcelona in einer Höhe von ca. 490 m. 

## Demografie
| 1900 | 1930 | 1950 | 1970 | 1981 | 1991 | 2001 | 2011 | 2021 |
| ---- | ---- | ---- | ---- | ---- | ---- | ---- | ---- | ---- |
| 664  | 902  | 895  | 987  | 1237 | 1472 | 2056 | 2426 | 2504 |

## Sehenswürdigkeiten

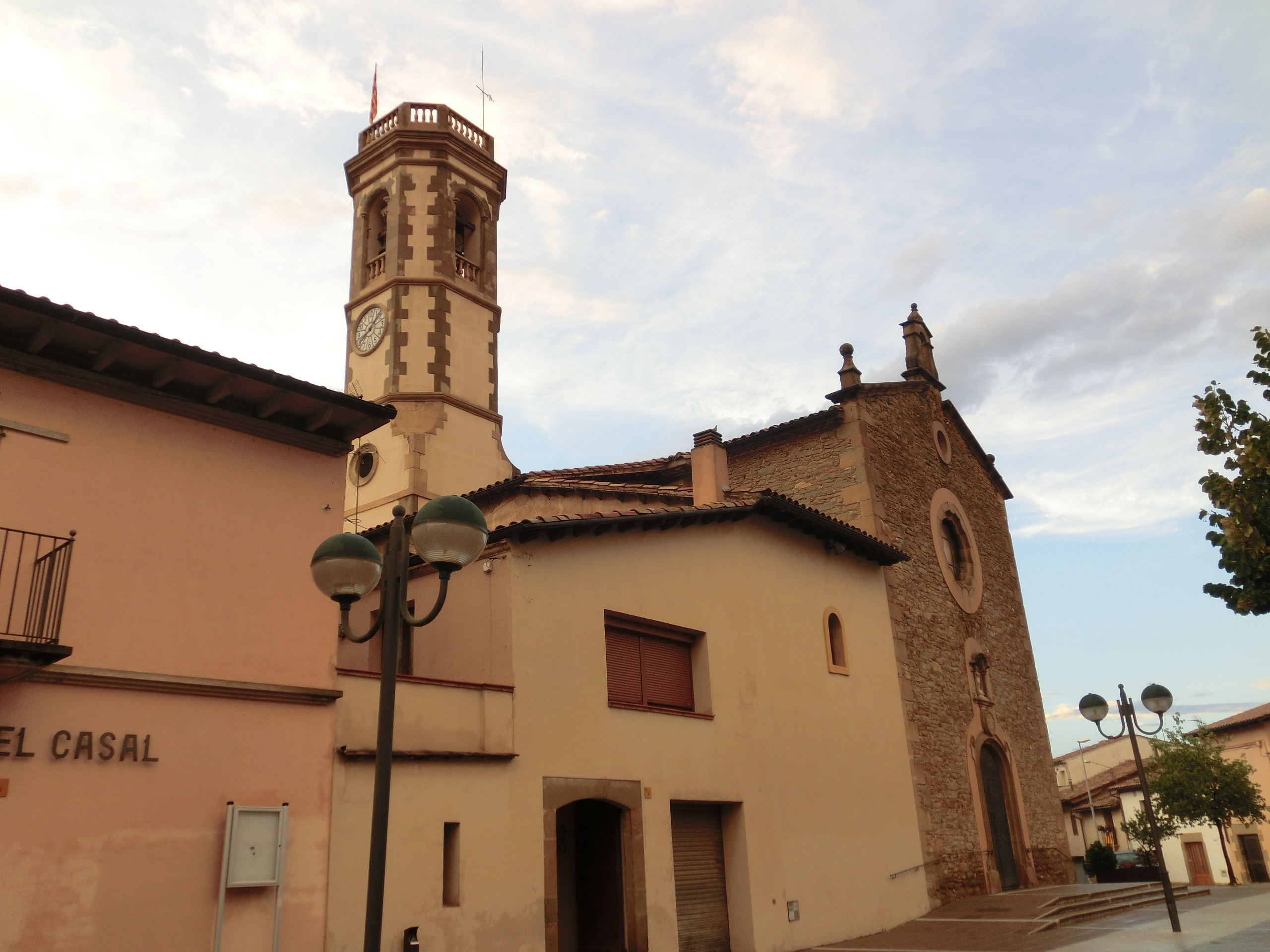
Kirche Mariä Gnade
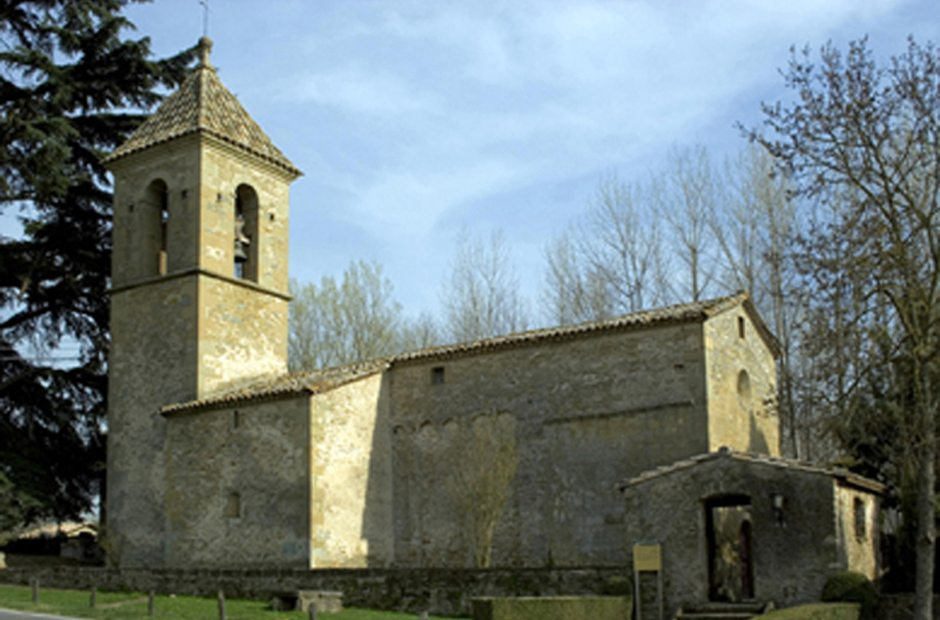
Martinskirche
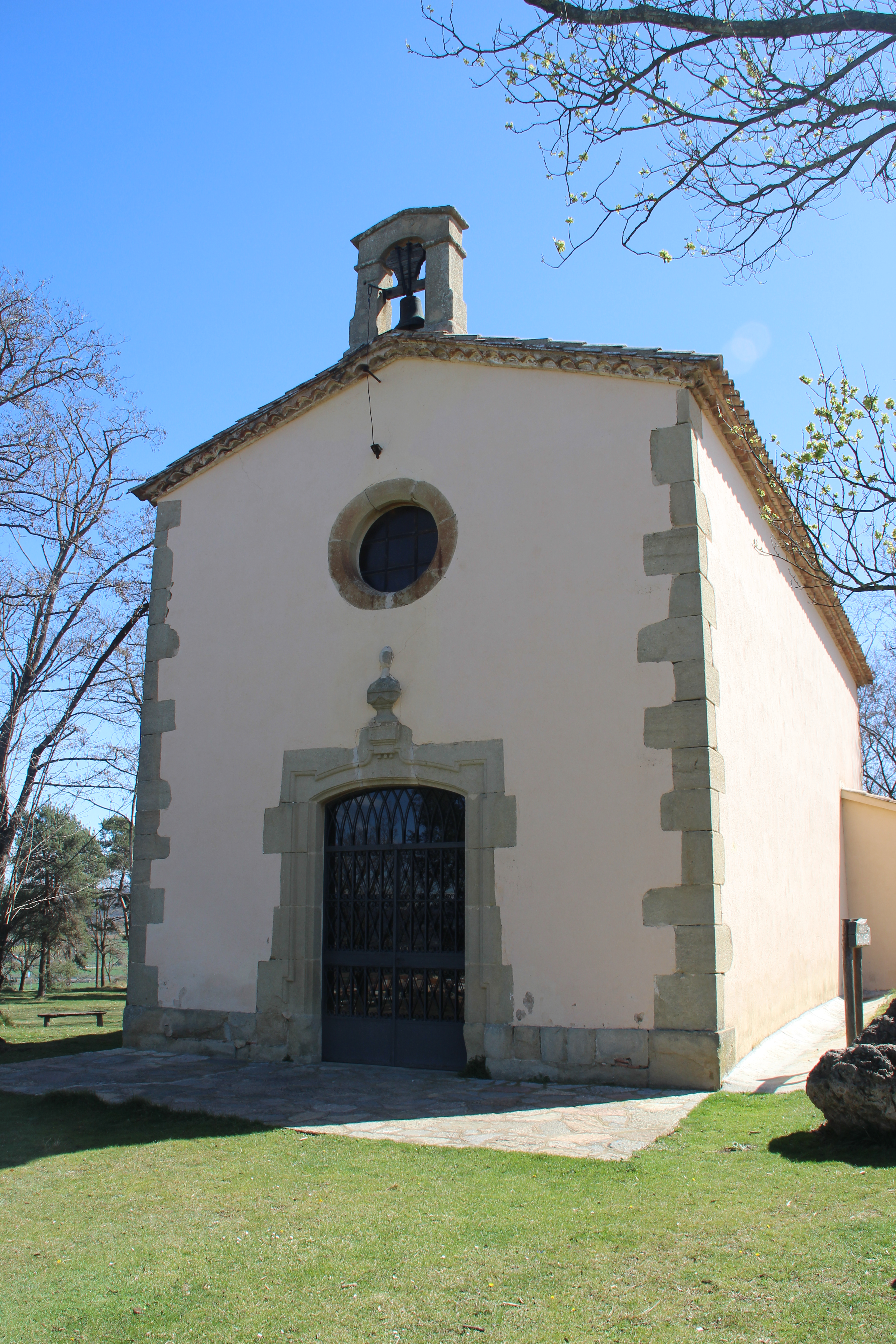
Markuskapelle
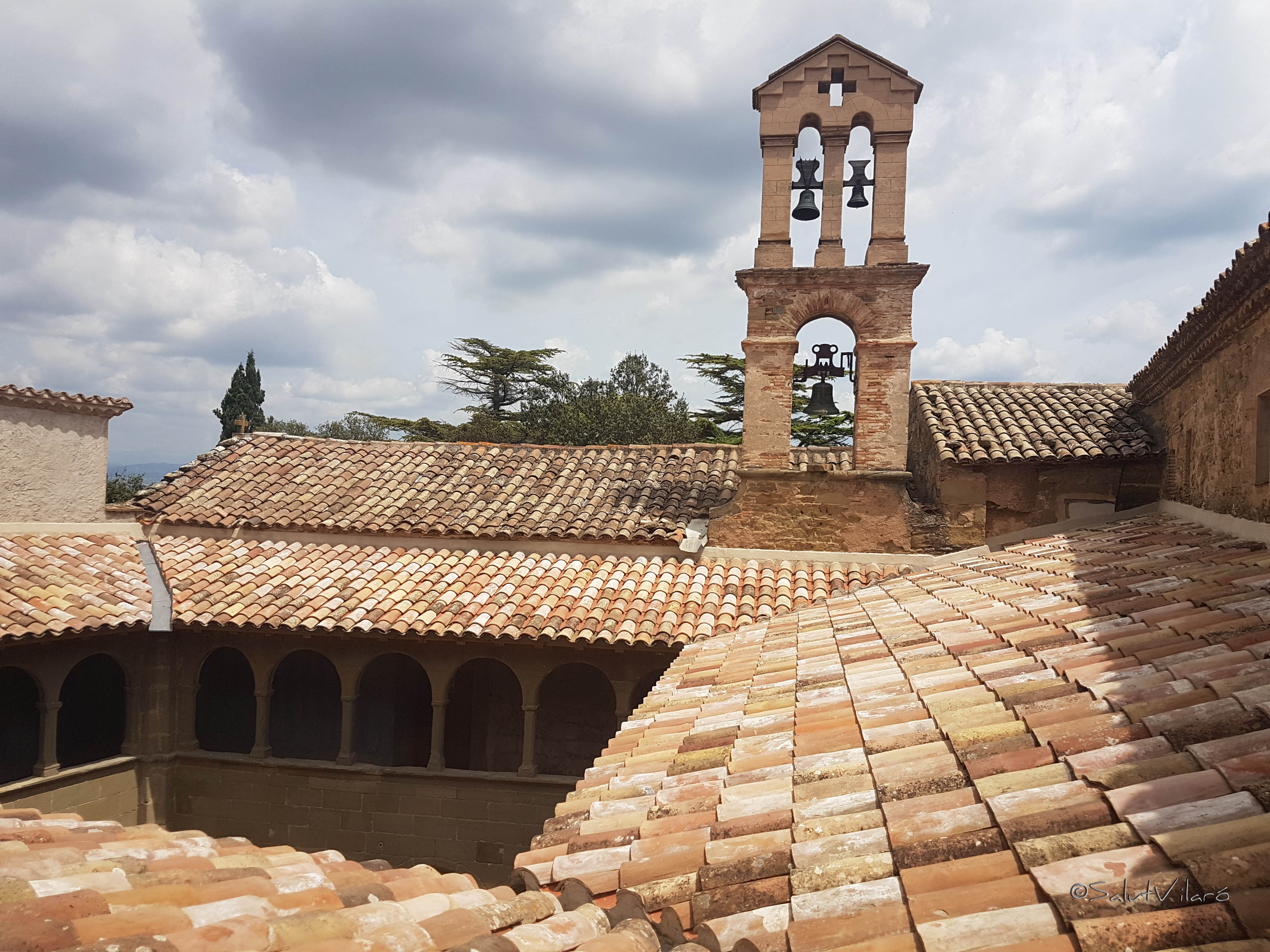
St.-Thomas-Konvent

- Kirche Mariä Gnade
- Martinskirche
- Markuskapelle
- St.-Thomas-Konvent

## Trivia
Bekannt ist der Ort für das ausgezeichnete katalanische Restaurant Can Jubany.